# Glikosom

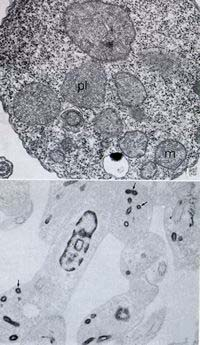
Glikosomy u świdrowca

Glikosom – organellum otoczone pojedynczą błoną występujące u Kinetoplastida. W strukturze będących szczególną formą peroksysomów zlokalizowanych jest kilka szlaków metabolicznych, w tym podstawowe reakcji glikolizy.
Nazwą glikosomy określane są także specyficzne peroksysomy w hepatocytach, wewnątrz których znajdują się ziarna glikogenu.

## Funkcje
W glikosomach stwierdzono obecność 9. enzymów glikolizy. Oddzielenie tych enzymów od cytozolu jest ważne dla metabolizmu pasożytniczych pierwotniaków, u których występują glikosomy. Ekspresja kinazy fosfoglicerynianowej (PGK) oraz izomerazy triozofosforanowej w cytozolu pasożytów prowadziła do zaburzenia ich rozwoju. Glikosomy zawierają również typowe enzymy peroksysomalne, takie jak katalaza. W peroksysomach i pokrewnych glioksysomach zachodzi beta-oksydacja. U Trypanosoma brucei i Leishmania spp stwierdzono tylko 3 z 5 enzymów tego szlaku metabolicznego. Wyjątkowa cechą w stosunku do peroksysomów innych organizmów jest obecność enzymów uczestniczących w metabolizmie puryn i pirymidyn.